# ارتجاج الدماغ
ارتجاج الدماغ (بالإنجليزية: Concussion)‏، معروف أيضاً باسم إصابة الدماغ الخفيفة (mTBI)، وهو إصابة الرأس التي تؤثر مؤقتاً على عمل الدماغ. وقد تشمل الأعراض فقدان الوعي، فقدان الذاكرة، الصداع، وصعوبة التفكير أو التركيز أو التوازن، الغثيان، والرؤية غير الواضحة، واضطرابات النوم، وتغيرات المزاج. أي من هذه الأعراض قد تبدأ على الفور، أو تظهر بعد أيام من الإصابة. وينبغي الاشتباه في حدوث ارتجاج إذا أصاب شخص رأسه بصورة غير مباشرة أو مباشرة وتعرض لأي من أعراض الارتجاج. ليس من المعتاد أن تستمر الأعراض لأسبوعين عند البالغين و 4 أسابيع عند الأطفال. أقل من 10% من الارتجاجات المرتبطة بالرياضة بين الأطفال ترتبط بفقدان الوعي.
تشمل الأسباب الشائعة اصطدام السيارات، السقوط، الإصابات الرياضية، وحوادث الدراجات. وتشمل عوامل الخطر شرب الكحول وتاريخ سابق من الارتجاج. تتضمن آلية الإصابة إما ضربة مباشرة للرأس أو قوى في مكان آخر من الجسم تنتقل إلى الرأس. يُعتقد أن هذا يؤدي إلى خلل في الخلايا العصبية، حيث أن هناك زيادة في الطلب للجلوكوز، ولكن لا يوجد إمدادات دم كافية. ويلزم إجراء تشخيص تفريقي كامل من قبل الطبيب أو الممرض لاستبعاد إصابات الرأس المهددة للحياة، وإصابات في الفقرات العنقية، والحالات العصبية. نتيجة مقياس غلاسكو للغيبوبة من 13 إلى 15، وفقدان الوعي لأقل من 30 دقيقة، وفقدان الذاكرة لأقل من 24 ساعة يمكن استخدامها لاستبعاد إصابات الدماغ الرضية المتوسطة أو الشديدة. التصوير التشخيصي مثل: التصوير المقطعي أو التصوير بالرنين المغناطيسي قد يُطلب أيضاً لاستبعاد الإصابات الشديدة في الرأس. التصوير الروتيني غير مطلوب لتشخيص الارتجاج.
تشمل الوقاية من الارتجاج استخدام خوذة عند ركوب الدراجات أو ركوب الدراجات النارية. ويشمل العلاج الراحة الجسدية والمعرفية لمدة يوم إلى يومين، مع العودة تدريجيًا إلى الأنشطة والمدرسة والعمل. وقد تؤدي فترات الراحة الطويلة إلى بطء التعافي وإلى زيادة الاكتئاب والقلق. يُوصَى باستخدام الباراسيتامول (أسيتامينوفين) أو مضادات الالتهاب اللاستيرويدية للمساعدة في الصداع. قد يكون العلاج الطبيعي مفيداً في مواجهة مشاكل التوازن المستمرة؛ أيضاً قد يكون العلاج المعرفي السلوكي مفيداً للتغيرات في المزاج. ولا توجد أدلة تدعم استخدام المعالجة بالأكسجين عالي الضغط والعلاج بتقويم العمود الفقري.
في جميع أنحاء العالم، تشير التقديرات إلى أن الارتجاجات تصيب أكثر من 3.5 من كل 1000 شخص في السنة. يصنف الارتجاج على أنه إصابات دماغية رضية خفيفة وهو النوع الأكثر شيوعا من TBI. ويتأثر الذكور والشباب أكثر من غيرهم. النتائج جيدة بشكل عام. ولكن إذا حدث ارتجاج آخر قبل أن تختفي أعراض الارتجاج السابق ستظهر نتائج أسوأ. كما أن تكرار الارتجاج قد يزيد من خطر حدوث اعتلال دماغي رضحي مزمن ومرض باركنسون والاكتئاب في وقت لاحق من العمر.

## العلامات والأعراض
تختلف أعراض الارتجاج بين الأشخاص، وتشمل أعراضًا جسدية وإدراكية وعاطفية. قد تظهر الأعراض على الفور أو تتأخر. يعاني ما يصل إلى ثُلث الأشخاص المصابين بالارتجاج من أعراض ارتجاج طويلة أو مستمرّة، والمعروفة أيضًا باسم متلازمة ما بعد الارتجاج، والتي تُعرَّف على أنها أعراض ارتجاج تستمر لمُدّة 4 أسابيع أو أكثر عند الأطفال / المراهقين وتستمر الأعراض لأكثر من 14 يومًا عند البالغين.

### جسديّاً
الصّداع هو أكثر أعراض إصابة الدّماغ الرّضحيّة الخفيفة (mTBI) شيوعًا. تشمل الأعراض الأخرى الدوخة والقيء والغثيان وقلة التّنسيق الحركي وصعوبة التوازن أو مشاكل أخرى في الحركة أو الإحساس. تشمل الأعراض المرئية الحساسية للضوء ورؤية الأضواء الساطعة، وعدم وضوح الرؤية، والرؤية المزدوجة. كما يُبلَّغ عن طنين الأذن، أو رنين في الأذنين بشكل شائع. في حالة واحدة من كل سبعين حالة من حالات الارتجاج تحدث تشنّجات ارتجاجيّة، ولكن النّوبات التي تحدث أثناء الارتجاج أو بعده مباشرة ليست «نوبات ما بعد الصدمة»، وعلى عكس نوبات ما بعد الصدمة، فهي ليست تنبؤية لصرع ما بعد الصّدمة، الأمر الذي يتطلب شكل من أشكال تلف الدّماغ الهيكلي، وليس مُجرّد اضطراب مؤقَّت في وظائف الدّماغ الطبيعيّة. يُعتقد أن التشنجات الارتجاجية تنتج عن فقدان مؤقت أو تثبيط للوظيفة الحركية ولا ترتبط بالصرع أو بأضرار هيكلية أكثر خطورة ولا ترتبط بأي مضاعفات معيّنة ولها نفس المعدل المرتفع من النتائج الإيجابية مثل الارتجاج دون تشنجات.

### إدراكيّاً وعاطفيّاً
تشمل الأعراض الإدراكيّة التّشوّش والارتباك وصعوبة التركيز والانتباه. قد يحدث فقدان للوعي، لكن لا يرتبط بالضرورة بشدّة الارتجاج إذا كان قصيرًا. يُعد فقدان الذاكرة اللّاحق للصدمة، والذي لا يُمكن فيه تذكّر الأحداث التي تعقب الإصابة، سِمة مُميّزة لارتجاج الدماغ. قد يكون التشوّش (الالتباس)، وهو سمة أخرى مميزة للارتجاج، موجودًا على الفور أو قد يتطوّر على مدار عدّة دقائق. قد يكرّر الشخص نفس الأسئلة، أو يكون بطيئًا في الرد على الأسئلة أو التوجيهات، أو يكون لديه نظرة شاغرة، أو لديه كلام غير متماسك أو متداخل. تشمل أعراض إصابة الدّماغ الرضحيّة الخفيفة الأخرى التّغييرات في أنماط النوم، وصعوبة التّفكير والتّركيز وأداء الأنشطة اليومية.
يُمكن أن يُؤدّي الارتجاج إلى تغيّرات في الحالة المزاجيّة، بما في ذلك الغرابة، وفقدان الاهتمام بالأنشطة أو الأشياء المفضلة، والبكاء، وإظهار المشاعر غير المناسبة للموقف. تشمل الأعراض الشائعة عند الأطفال المصابين بالارتجاج الأرق والخمول والتهيّج.

## الآلية

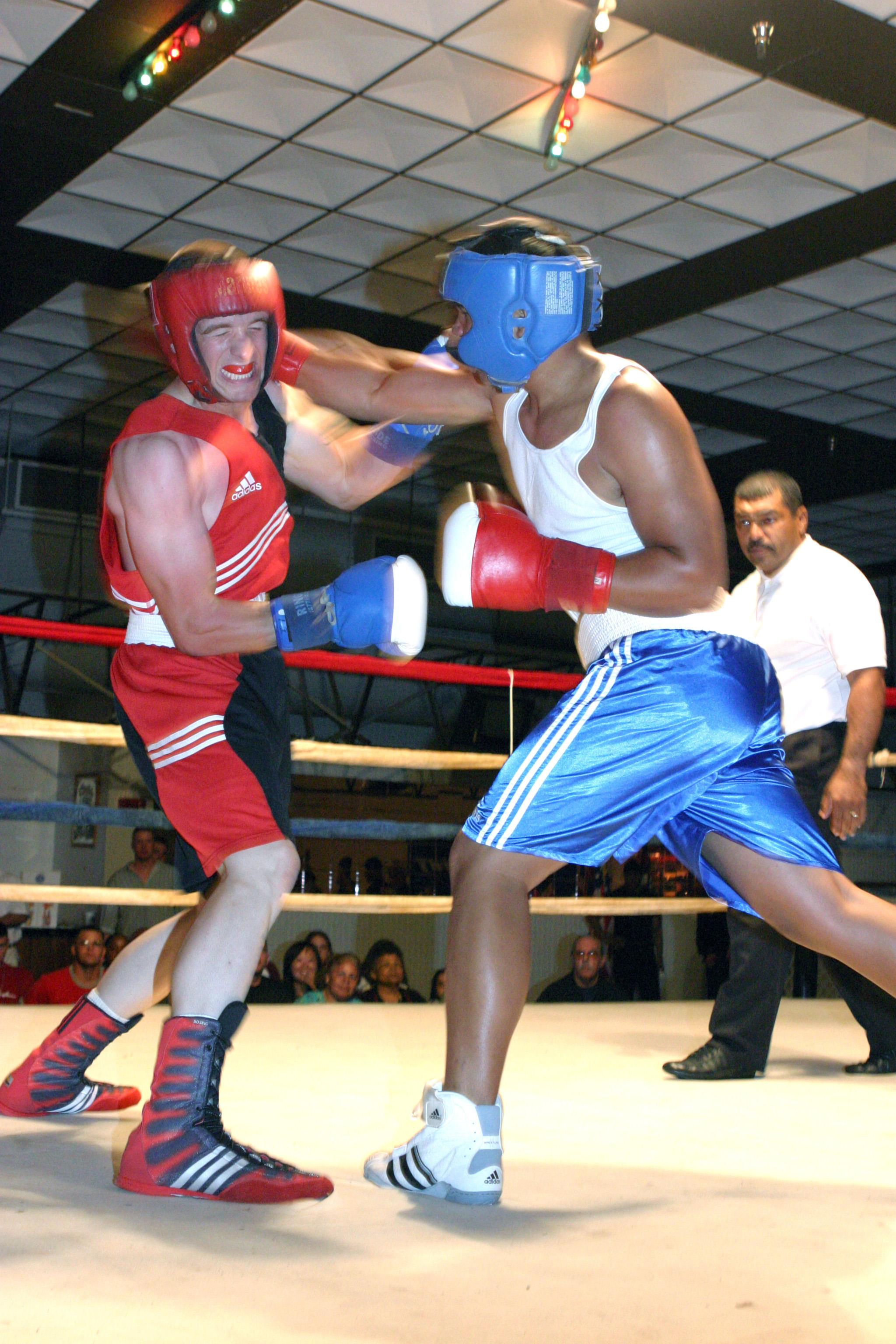
لعبة الملاكمة التي قد تسبب قوة دوران في الرأس أكثر من لعبة كرة القدم الامريكية

### القُوى
يحيط بالدماغ السائل الدماغي الشوكي (CSF) الذي يحميه من الصدمات الخفيفة، التأثيرات الأكثر شدة، أو القوى المرتبطة بالتسارع السريع، قد لا تمتصها هذه الحماية. الارتجاج، والإصابات الأخرى المرتبطة بالرأس، تحدث عندما تنتقل القوى الخارجية المؤثرة على الرأس إلى الدماغ، يمكن أن تحدث هذه القوى عندما يصطدم الرأس بشيء أو سطح «تأثير مباشر»، أو عندما يتغير موضع الجذع بسرعة وتنتقل القوة إلى الرأس «تأثير غير مباشر».
قد تسبب القوى حركة خطية أو دورانية أو زاوية للدماغ أو مزيج منها. في حركة الدوران، يستدير الرأس حول مركز جاذبيته وفي حركة زاوية، ويدور حول محور، وليس من خلال مركز ثقله. يُعتقد أن مقدار قوة الدوران هو العنصر الرئيسي في الارتجاج وشدته. اعتبارًا من عام 2007، أظهرت الدراسات التي أجريت على الرياضيين أن مقدار القوة وموقع التأثير ليسا مرتبطين بالضرورة مع شدة الارتجاج أو أعراضه، وقد أثارت التساؤلات عن عتبة الارتجاج التي كان يعتقد سابقًا أنها موجودة عند حوالي 70 - 75 قوة جاذبية ارضية (بالإنجليزية: g-force).
أجزاء الدماغ الأكثر تأثراً بقوى الدوران هي الدماغ المتوسط والدماغ البيني. يعتقد أن القوى الناتجة عن الإصابة تعطل الأنشطة الخلوية الطبيعية في نظام التنشيط الشبكي الموجود في هذه المناطق وأن هذا الاضطراب ينتج عنه فقدان للوعي الذي غالبًا ما يظهر في الارتجاج. تشمل المناطق الأخرى من الدماغ التي قد تتأثر الجزء العلوي من جذع الدماغ، وقبو الدماغ، والجسم الثفني، والفص الصدغي، والفص الجبهي. تشير التقديرات إلى أن التسارع الزاوي البالغ 4600 أو 5900 أو 7900 راد/ ثانية تربيع، يحتوي على مخاطر 25 أو 50 أو 80٪ من mild traumatic brain injury) mTBI) على التوالي.

### الفيسيولوجيا المرضية
في كل من الحيوانات والبشر، يمكن لـ mTBI تغيير فسيولوجيا الدماغ لساعات إلى سنوات، مما يؤدي إلى مجموعة متنوعة من الأحداث المرضية. على سبيل المثال، في النماذج الحيوانية، بعد الزيادة الأولية في استقلاب الجلوكوز، هناك حالة استقلابية منخفضة لاحقة والتي قد تستمر لمدة تصل إلى أربعة أسابيع بعد الإصابة. على الرغم من أنه يعتقد أن هذه الأحداث تتداخل مع وظائف الخلايا العصبية والدماغ، فإن عمليات التمثيل الغذائي التي تتبع الارتجاج يمكن عكسها في الغالبية العظمى من خلايا الدماغ المصابة ومع ذلك، قد يموت عدد قليل من الخلايا بعد الإصابة.
تشمل سلسلة الأحداث التي تحدث في الدماغ بسبب الارتجاج ضعف النقل العصبي، وفقدان تنظيم الأيونات، وإلغاء تنظيم استخدام الطاقة والتمثيل الغذائي الخلوي، وانخفاض تدفق الدم في الدماغ. وتُطلق النواقل العصبية المثيرة، وهي مواد كيميائية مثل الغلوتامات التي تعمل على تحفيز الخلايا العصبية، بكميات كبيرة. تسبب الإثارة الخلوية الناتجة في إطلاق الخلايا العصبية لجهد الفعل بشكل مفرط. يؤدي هذا إلى عدم توازن الأيونات مثل البوتاسيوم والكالسيوم عبر أغشية الخلايا العصبية (عملية مثل السمّية المثيرة).
في الوقت نفسه، ينخفض تدفق الدم في الدماغ نسبيًا لأسباب غير معروفة، ومع هذا فإن انخفاض تدفق الدم ليس بالحدة التي هي عليه في نقص التروية. وبالتالي تحصل الخلايا على جلوكوز أقل مما تحصل عليه في العادة، مما يسبب «أزمة طاقة».
بالتزامن مع هذه العمليات، قد ينخفض نشاط الميتوكوندريا، مما يجعل الخلايا تعتمد على الأيض اللاهوائي لإنتاج الطاقة، مما يؤدي إلى زيادة مستويات المنتج حمض اللبن.
لفترة تمتد من بضع من الدقائق إلى أيام بعد حدوث الارتجاج، يكون الدماغ معرضًا بشكل خاص للتغيرات في الضغط داخل الجمجمة وتدفق الدم ونقص التأكسج. وفقًا لدراسات أجريت على حيوانات (والتي لا تنطبق دائمًا على البشر)، يمكن أن تموت أعداد كبيرة من الخلايا العصبية خلال هذه الفترة استجابة لتغيرات طفيفة وغير ضارة في تدفق الدم.
يشمل الارتجاج إصابة الدماغ المنتشرة (على عكس المحددة أو البؤرية)، مما يعني أن الخلل الوظيفي يحدث في منطقة واسعة الانتشار من الدماغ وليس في مكان معين. يُعتقد أنه نوع أكثر اعتدالًا من الإصابات المحورية المنتشرة، لأن المحاور قد تتضرر إلى حد طفيف بسبب الشد. كشفت الدراسات التي أجريت على الحيوانات والتي تعرضت فيها القوارض للارتجاج عن عواقب مرضية عصبية مدى الحياة مثل التنكس العصبي المستمر والتهاب الأعصاب في مناطق المادة البيضاء. عُثر على تلف المحاور العصبية في أدمغة مرضى الارتجاج الذين ماتوا لأسباب أخرى، ولكن عدم كفاية تدفق الدم إلى الدماغ بسبب إصابات أخرى يُحتمل أن يكون له دخل. تشير النتائج من دراسة لأدمغة الرياضيين المتوفين في اتحاد كرة القدم الأميركي الذين أصيبوا بارتجاج في الدماغ، إلى أن الضرر الدائم الذي يحدث بسبب هذه الإصابات، الذي تزداد شدته مع العدد التراكمي لارتجاج الدماغ، يمكن أن يؤدي إلى مجموعة متنوعة من المشكلات الصحية الأخرى.
الجدل مستمر حول ما إذا كان الارتجاج هو ظاهرة وظيفية أو هيكلية. عُثر على أضرار هيكلية في أدمغة الحيوانات المصابة بصدمات خفيفة، ولكن ليس من الواضح ما إذا كانت هذه النتائج ستنطبق على البشر. يمكن أن تكون مثل هذه التغييرات في بنية الدماغ مسؤولة عن أعراض معينة مثل الاضطرابات البصرية، ولكن من المرجح أن تكون مجموعات أخرى من الأعراض، خاصة تلك ذات الطبيعة النفسية، ناتجة عن التغيرات الفيسيولوجية المرضية القابلة للعكس في الوظيفة الخلوية التي تحدث بعد الارتجاج، مثل التغيرات في الكيمياء الحيوية للخلايا العصبية. يمكن أن تفسر هذه التغييرات القابلة للعكس أيضًا سبب كون الخلل الوظيفي مؤقتًا. اجتمعت فرقة عمل من خبراء إصابات الرأس تسمى Concussion In Sport Group في عام 2001 وقرروا أن "الارتجاج قد يؤدي إلى تغيرات عصبية مرضية لكن الأعراض السريرية الحادة تعكس إلى حد كبير اضطرابًا وظيفيًا وليس إصابة هيكلية"."
باستخدام الدراسات التي أجريت على الحيوانات، يبدو أن علم أمراض الارتجاج يبدأ بالقص الميكانيكي وقوى الشد التي تعطل غشاء الخلية للخلايا العصبية من خلال «التثبيت الميكانيكي». ينتج عن هذا تدفق البوتاسيوم من داخل الخلية إلى المادة البين خلوية مع الإطلاق اللاحق للناقلات العصبية المثيرة بما في ذلك الغلوتامات مما يؤدي إلى تعزيز ضخ البوتاسيوم، مما يؤدي بدوره إلى إزالة الاستقطاب المستمر، وضعف نشاط الأعصاب وتلف الأعصاب المحتمل. فشلت الدراسات البشرية في تحديد التغيرات في تركيز الغلوتامات مباشرة بعد mTBI، على الرغم من حدوث اضطرابات بعد ثلاث أيام إلى أسبوعين بعد الإصابة. في محاولة لاستعادة التوازن الأيوني، تزيد مضخات أيونات الصوديوم والبوتاسيوم من النشاط، مما يؤدي إلى زيادة استهلاك ATP (أدينوسين ثلاثي الفوسفات) واستخدام الجلوكوز، مما يؤدي إلى استنفاد مخازن الجلوكوز بسرعة داخل الخلايا. في الوقت نفسه، يؤدي التمثيل الغذائي المؤكسد غير الكافي إلى اللجوء إلى التمثيل الغذائي اللاهوائي للجلوكوز وزيادة تراكم حمض اللبن. يحدث هناك حماض موضعي ناتج في الدماغ وزيادة نفاذية غشاء الخلايا، مما يؤدي إلى تورم موضعي. بعد هذه الزيادة في استقلاب الجلوكوز، هناك حالة استقلابية منخفضة لاحقة والتي قد تستمر لمدة تصل إلى 4 أسابيع بعد الإصابة يتضمن المسار المنفصل تمامًا تراكم كمية كبيرة من الكالسيوم في الخلايا، مما قد يضعف التمثيل الغذائي التأكسدي ويبدأ المزيد من المسارات الكيميائية الحيوية التي تؤدي إلى موت الخلايا مرة أخرى، أُنشِئَ كلا المسارين الرئيسيين من الدراسات التي أجريت على الحيوانات وما زال مدى انطباقهما على البشر غير واضح إلى حد ما.

## التشخيص
| أعراض العلم الأحمر (يحتاج إلى تقييم طارئ).         |
| -------------------------------------------------- |
| نوبة أو تشنجات                                     |
| تفاقم الصداع                                       |
| صعوبة الاستيقاظ (أو فقدان الوعي)                   |
| رؤية مزدوجة                                        |
| مشكلة في التعرف على الأشخاص أو الأماكن أو الارتباك |
| تكرار القيء                                        |
| خدر أو ضعف في الأطراف أو تداخل في الكلام           |
| السلوك الذاتي على غير المعتاد (عدواني أو ثائر)     |
| آلام الرقبة                                        |

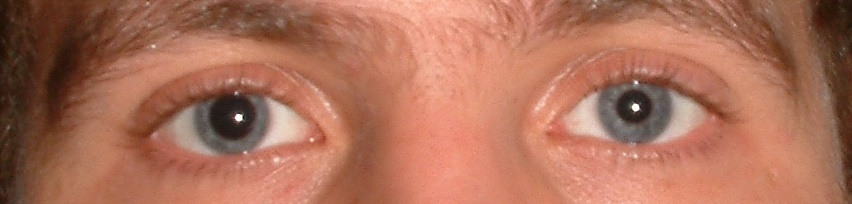
حجم الحدقة غير المتكافئ ليس علامة على الارتجاج ولكن يمكن أن يكون علامة على إصابة دماغية أكثر خطورة.

 يُقيَّم متلقو إصابات الرأس مبدئيًا لاستبعاد حالات الطوارئ الأكثر خطورة مثل النزيف داخل الجمجمة. وهذا يشمل "ABCs" (مجرى الهواء، والتنفس، والدورة الدموية) واستقرار العمود الفقري العنقي، لنفترض أن المصاب رياضي تبين أنه فاقد للوعي بعد إصابة في الرأس أو الرقبة. تشمل المؤشرات التي تدل على ضرورة إجراء الفحص بحثًا عن إصابات أكثر خطورة تفاقم الأعراض مثل الصداع والقيء المستمر وزيادة الارتباك أو تدهور مستوى الوعي والنوبات وعدم تساوي حجم حدقة العين. قد يخضع الأشخاص الذين يعانون من مثل هذه الأعراض، أو الأشخاص الأكثر عرضة للإصابة بإصابات دماغية أكثر خطورة، لتصوير الدماغ للكشف عن الإصابات ويخضعون للمراقبة المكثفة لمدة 24-48 ساعة. يجب تجنب التصوير المقطعي للدماغ أو التصوير بالرنين المغناطيسي للدماغ ما لم تكن هناك أعراض عصبية تقدمية أو نتائج عصبية بؤرية أو مخاوف من كسر الجمجمة عند الفحص.
يتطلب تشخيص الارتجاج تقييمًا يقوم به طبيب أو ممرض ممارس لاستبعاد الإصابات الشديدة في الدماغ والعمود الفقري العنقي، أو حالات الصحة العقلية، أو الحالات الطبية الأخرى. يعتمد التشخيص على نتائج الفحص البدني والعصبي، ومدة فقدان الوعي (عادة أقل من 30 دقيقة) وفقدان الذاكرة بعد الصدمة (PTA؛ عادة أقل من 24 ساعة)، ومقياس غلاسكو للغيبوبة (لدى مرضى mTBI درجات من 13 إلى 15). الفحص بالأشعة المقطعية أو التصوير بالرنين المغناطيسي غير مطلوب لتشخيص الارتجاج. يمكن اقتراح الاختبارات العصبية النفسية مثل SCAT5 / child SCAT5 لقياس الوظيفة الإدراكية. يمكن إجراء مثل هذه الاختبارات بعد ساعات أو أيام أو أسابيع من الإصابة، أو في أوقات مختلفة لإثبات أي اتجاه. يُختبر أيضًا بعض الرياضيين قبل الموسم (اختبار خط الأساس قبل الموسم) لتوفير خط أساس للمقارنة في حالة الإصابة، على الرغم من أن هذا قد لا يقلل من المخاطر أو يؤثر على العودة إلى اللعب واختبار خط الأساس غير مطلوب أو مقترح لمعظم الأطفال والكبار.
إذا كان مقياس غلاسكو للغيبوبة أقل من 15 في ساعتين أو أقل من 14 في أي وقت، يوصى بإجراء التصوير المقطعي المحوسب. بالإضافة إلى ذلك، من المرجح أن يُجرى التصوير المقطعي المحوسب إذا لم يُتأكد من الملاحظة بعد التفريغ أو إذا كان التسمم موجودًا، وهناك اشتباه في زيادة خطر النزيف، في حال كان العمر أكبر من 60، أو أقل من 16. معظم الارتجاجات، تكون دون مضاعفات، لا يمكن الكشف عنها بواسطة التصوير بالرنين المغناطيسي أو التصوير المقطعي المحوسب. ومع ذلك، فقد أُبلِغَ عن تغييرات في التصوير بالرنين المغناطيسي والتصوير المقطعي المحوسب والتصوير الطبي بأشعة غاما والأشعة المقطعية العادية في الأشخاص الذين يعانون من الارتجاج، وقد تترافق متلازمة ما بعد الارتجاج مع تشوهات مرئية في التصوير المقطعي المحوسب بالرنين المغناطيسي والتصوير المقطعي بالإصدار البوزيتروني. لا ينتج قراءات غير طبيعية لتخطيط كهربية الدماغ EEG  وافقت الولايات المتحدة على اختبار الدم المعروف باسم مؤشر صدمة الدماغ في 2018 وقد يكون قادرًا على استبعاد خطر حدوث نزيف داخل الجمجمة وبالتالي الحاجة إلى إجراء فحص بالأشعة المقطعية للبالغين.
قد لا يُشخّص ارتجاج الدماغ بسبب عدم وجود علامات وأعراض ملحوظة للغاية في حين أن الرياضيين قد يقللون من إصاباتهم للبقاء في المنافسة. التأثير المباشر على الرأس ليس مطلوبًا لتشخيص الارتجاج، حيث أن التأثيرات الجسدية الأخرى مع انتقال القوة اللاحقة إلى الرأس هي أيضًا من الأسباب. اقترحت دراسة مسح بأثر رجعي في عام 2005 أن أكثر من 88٪ من حالات الارتجاج غير معترف بها. على وجه الخصوص، يعاني العديد من الرياضيين الأصغر سنًا من تحديد هزاتهم، والتي غالبًا ما تؤدي إلى عدم الكشف عن الارتجاج وبالتالي عدم تمثيل حالات الارتجاج في سياق الرياضة.
يمكن أن يكون التشخيص معقدًا لأن الارتجاج يتشارك الأعراض مع الحالات الأخرى. على سبيل المثال، قد تُنسب أعراض ما بعد الارتجاج مثل مشكلات المعرفة إلى إصابات الدماغ عندما تكون في الواقع بسبب اضطراب ما بعد الصدمة (PTSD).
لا توجد مؤشرات حيوية للسوائل (أي اختبارات الدم أو البول) التي تُحُقِّقَ من صحتها لتشخيص الارتجاج لدى الأطفال أو المراهقين.

## الوقاية
تتضمن الوقاية من ارتجاج الدماغ تدابير عامة مثل ارتداء أحزمة الأمان، واستخدام الوسائد الهوائية في السيارات، ومعدات الحماية مثل الخوذات للرياضات عالية الخطورة. وتُقلَل مخاطر السقوط لكبار السن عن طريق الحفاظ على الأرضيات خالية من الفوضى وارتداء أحذية رقيقة ومسطحة بنعل صلب لا يتعارض مع التوازن.
وقد تبين أن معدات الحماية مثل الخوذات وأغطية الرأس الأخرى والتغييرات في السياسة العامة مثل حظر فحص الجسم في بطولات هوكي الشباب تقلل من عدد وشدة الارتجاجات في الرياضيين. وقد تقلل الوقاية الثانوية مثل بروتوكول العودة إلى اللعب للرياضي من خطر تكرار الارتجاج. توضع تقنية "Head Impact Telemetry System" الجديدة لدراسة آليات الإصابة وقد تولد المعرفة التي من المحتمل أن تساعد في تقليل خطر الارتجاج بين لاعبي كرة القدم الأمريكية.
ويمكن أن تؤدي التدخلات التعليمية، مثل النشرات، وأشرطة الفيديو، وحلقات العمل، والمحاضرات، إلى تحسين معرفة الارتجاج بين مختلف المجموعات، ولا سيما الرياضيين الشباب والمدربين. قد ترتبط معرفة الارتجاج القوية بقدر أكبر من إدراك أعراض الارتجاج، وارتفاع معدلات سلوكيات الإبلاغ عن الارتجاج، وانخفاض العقوبات والإصابات المرتبطة بفحص الجسم، مما يقلل من خطر الإصابة بالارتجاج.
بسبب حدوث ارتجاج في الرياضة، غالباً ما لا يكشف الرياضيون الأصغر سناً عن الارتجاجات وأعراضها. وتشمل الأسباب الشائعة لعدم الكشف عن عدم الوعي بالارتجاج، والاعتقاد بأن الارتجاج لم يكن خطيرا بما فيه الكفاية، وعدم الرغبة في مغادرة المباراة أو الفريق بسبب إصابتهم. تبلغ معدلات الارتجاج التي يُبَلَّغ عنها ذاتيًا بين لاعبي اتحاد ايليت رجبي تحت 20 سنة والنخبة في أيرلندا 45-48٪، مما يشير إلى أن العديد من حالات الارتجاج لا يُبلَّغ عنها. وقد تؤدي التغييرات في القواعد أو تطبيق القواعد الحالية في الرياضة، مثل تلك التي تُحَدَّد ضد «المعالجة الرأسية لأسفل»، أو «القذف» هاتان السياستان المرتبطتان بمعدل إصابة مرتفع، إلى منع حدوث الارتجاج.

## العلاج
يحتاج البالغون والأطفال المصابون بالارتجاج المشتبه به إلى تقييم طبي لتأكيد تشخيص الارتجاج واستبعاد إصابات الرأس الأكثر خطورة. بعد إجراء التشخيص التفريقي، واستبعاد إصابة العنق أو الرأس، يجب أن تستمر المراقبة لعدة ساعات. إذا ظهر القيء المتكرر، أو تفاقم الصداع، أو الدوخة، أو نشاط النوبات، أو النعاس المفرط، أو الرؤية المزدوجة، أو التداخل في الكلام، أو المشي غير المستقر، أو الضعف أو التنميل في الذراعين أو الساقين، أو ظهور علامات لكسر قاع الجمجمة، فإنه يلزم إجراء تقييم فوري في قسم الطوارئ. تعتبر مراقبة تدهور الحالة جزءًا مهمًا من العلاج. قد يَخرج الأشخاص بعد التقييم من العيادة الطبية للرعاية الأولية أو المستشفى أو غرفة الطوارئ إلى رعاية شخص موثوق به مع تعليمات للعودة إذا ظهرت عليهم أعراض متدهورة أو تلك التي قد تشير إلى حالة طارئة («أعراض العلم الأحمر») مثل التغيير في الوعي، والتشنجات، والصداع الشديد، وضعف الأطراف، والقيء، ونزيف جديد أو صمم في أي من الأذنين أو كلتيهما. التثقيف حول الأعراض وإدارتها ومسارها الزمني الطبيعي يساعد في تحسين النتائج.

### الراحة والعودة إلى النشاط البدني والمعرفي
يوصى بالراحة الجسدية والمعرفية خلال الـ 24-48 ساعة الأولى بعد حدوث ارتجاج، وبعد ذلك يجب على المصابين أن يبدأوا تدريجيًا أنشطة بدنية وإدراكية خفيفة منخفضة الخطورة لا تؤدي إلى تفاقم الأعراض الحالية أو ظهور أعراض جديدة. يجب تجنب أي نشاط ينطوي على خطر التلامس أو السقوط أو الارتطام بالرأس. يمكن بدء الأنشطة منخفضة الخطورة حتى أثناء ظهور الأعراض على الشخص، طالما أن النشاط لا يؤدي إلى تفاقم الأعراض الحالية أو ظهور أعراض ارتجاج جديدة. ثبت أن الراحة لمدة تزيد عن 24-48 ساعة بعد الارتجاج مرتبطة بالشفاء لفترة أطول.

### العودة إلى المدرسة
يجب أن يبدأ استئناف الأنشطة المدرسية منخفضة المخاطر بمجرد أن يشعر الطالب بالاستعداد واستكمال فترة الراحة المعرفية الأولية التي لا تزيد عن 24-48 ساعة بعد الإصابة الحادة. لا يُقترح الغياب الطويل عن المدرسة، ومع ذلك، يجب أن تكون العودة إلى المدرسة تدريجية. قد تؤدي الراحة العقلية أو الجسدية الكاملة المطولة (بعد 24-48 ساعة بعد الحادث الذي أدى إلى الارتجاج) إلى تفاقم النتائج، ومع ذلك، فإن العودة إلى المدرسة قبل أن يكون الشخص جاهزًا قد ارتبط أيضًا بأعراض طويلة الأمد ووقت طويل للشفاء. يُطلب من الطالب المصاب بارتجاج الدماغ أن يرى الطبيب لإجراء تقييم طبي أولي وللاقتراحات بشأن التعافي، ومع ذلك، لا يلزم الحصول على تصريح طبي حتى يعود الطالب إلى المدرسة. نظرًا لأن الطلاب قد يبدون «عاديين»، فقد تكون هناك حاجة إلى التعليم المستمر لموظفي المدرسة المعنيين لضمان إجراء التسهيلات المناسبة مثل الأيام الجزئية والمواعيد النهائية الممتدة. يجب أن تستند التسهيلات إلى مراقبة الأعراض الموجودة أثناء الانتقال إلى المدرسة بما في ذلك الصداع، والدوخة، ومشاكل الرؤية، وفقدان الذاكرة، وصعوبة التركيز، والسلوك غير الطبيعي. يجب أن يكون الطلاب قد استأنفوا أنشطتهم المدرسية بالكامل (دون الحاجة إلى دعم أكاديمي متعلق بالارتجاج) قبل العودة إلى الرياضات التي تتطلب الاحتكاك الكامل.

### العودة إلى الرياضة
بالنسبة للأشخاص المشاركين في ألعاب القوى، يُقترح أن يتقدم المشاركون من خلال سلسلة من الخطوات المتدرجة. تتضمن هذه الخطوات:
- مباشرة بعد الإصابة: 24-48 ساعة (كحد أقصى) من الراحة الجسدية والإدراكية النسبية.[89]
- المرحلة الأولى: الأنشطة اليومية الخفيفة مثل المشي في المنزل، والأعمال المنزلية الخفيفة، والأعمال المدرسية الخفيفة التي لا تزيد الأعراض سوءًا. لا توجد أنشطة رياضية.
- المرحلة الثانية: نشاط هوائي خفيف مثل المشي أو ركوب الدراجات الثابتة.
- المرحلة الثالثة: الأنشطة الخاصة بالرياضة مثل الجري التدريبات وتدريبات التزلج.
- المرحلة الرابعة: تدريبات عدم الاتصال (التمرين والتنسيق والحمل المعرفي).
- المرحلة الخامسة: ممارسة الاتصال الكامل (تتطلب تصريح طبي).
- المرحلة السادسة: العودة إلى الرياضة ذات الاحتكاك الكامل أو الأنشطة عالية الخطورة (تتطلب تصريحًا طبيًا).

في كل خطوة، يجب ألا يعاني الشخص من تفاقم أو أعراض جديدة لمدة 24 ساعة على الأقل قبل الانتقال إلى المرحلة التالية. إذا تفاقمت الأعراض أو بدأت الأعراض الجديدة، يجب أن يعود الرياضيون إلى المستوى السابق لمدة 24 ساعة أخرى على الأقل.
عادة ما يُتابع الرياضيون من الكليات أو المحترفون عن كثب من قبل المدربين الرياضيين للفريق خلال هذه الفترة ولكن قد لا يتمكن الآخرون من الوصول إلى هذا المستوى من الرعاية الصحية ويمكن إرسالهم إلى المنزل بأقل قدر من المراقبة.

### الأدوية
يمكن وصف الأدوية لعلاج الصداع ومشاكل النوم والاكتئاب. يمكن تناول المسكنات مثل الإيبوبروفين للصداع، ولكن يفضل استخدام الباراسيتامول (أسيتامينوفين) لتقليل مخاطر حدوث نزيف داخل الجمجمة. يُنصح الأفراد المصابون بالارتجاج بعدم استخدام الكحول أو الأدوية الأخرى التي لم يوافق عليها الطبيب لأنها قد تعيق الشفاء. أُظهِر الارتجاع البيولوجي لتخطيط كهربية الدماغ الموجهة بقاعدة بيانات التنشيط لإعادة قدرات الذاكرة لدى الفرد المصاب بالارتجاج إلى مستويات أفضل من مجموعة التحكم.
يحتاج حوالي واحد بالمائة من الأشخاص الذين يتلقون علاجًا من (mTBI) إلى جراحة لإصابة الدماغ.

### العودة إلى العمل
يعتمد تحديد الوقت المثالي لعودة الشخص إلى العمل على العوامل الشخصية والعوامل المتعلقة بالوظيفة بما في ذلك شدة الوظيفة وخطر السقوط أو الاصطدام برأس الشخص في العمل أثناء التعافي. بعد فترة التعافي الأولية المطلوبة من الراحة الكاملة (24-48 ساعة بعد بدء الارتجاج)، يجب إعطاء الأولوية للعودة التدريجية والآمنة إلى مكان العمل مع توفير وسائل الراحة والدعم، على البقاء في المنزل والراحة لفترات طويلة من الوقت، لتعزيز التعافي الجسدي وتقليل مخاطر أن يصبح الناس معزولين اجتماعياً. يجب أن يعمل الشخص مع صاحب العمل لتصميم خطة تدريجية «للعودة إلى العمل». بالنسبة لأولئك الذين لديهم وظيفة عالية الخطورة، قد تكون هناك حاجة إلى تصريح طبي قبل استئناف نشاط قد يؤدي إلى إصابة أخرى في الرأس. يجب أن يكون الطلاب قد أكملوا التقدم الكامل للعودة إلى المدرسة مع عدم وجود ترتيبات أكاديمية متعلقة بالارتجاج المطلوب قبل البدء في العودة إلى العمل بدوام جزئي.

## توقعات سير المرض
يتعافى غالبية الأطفال والبالغين تمامًا من ارتجاج الدماغ، ولكن قد يعاني البعض منهم لفترة طويلة من التعافي. لا يوجد اختبار جسدي واحد، أو اختبار دم (أو مؤشرات حيوية للسوائل)، أو اختبار تصوير يمكن استخدامه لتحديد وقت تعافي الشخص تمامًا من الارتجاج.
قد يتأثر تعافي الشخص بمجموعة متنوعة من العوامل التي تشمل العمر، وقت الإصابة، والقدرات الفكرية، والبيئة الأسرية، ونظام الدعم الاجتماعي، والحالة المهنية، واستراتيجيات المواجهة، والظروف المالية. عُثِرَ على عوامل مثل إصابة سابقة في الرأس أو حالة طبية متزامنة للتنبؤ بأعراض ما بعد الارتجاج طويلة الأمد. تشمل العوامل الأخرى التي قد تطيل وقت الشفاء بعد (mTBI) المشكلات النفسية مثل تعاطي المخدرات أو الاكتئاب السريري، أو سوء الحالة الصحية قبل الإصابة أو الإصابات الإضافية التي تحدث أثناءها، وضغوط الحياة. قد تشير فترات فقدان الذاكرة الأطول أو فقدان الوعي بعد الإصابة مباشرة إلى فترات تعافي أطول من الأعراض المتبقية. تشمل العوامل القوية الأخرى المشاركة في رياضة الاتصال وحجم كتلة الجسم.

### ارتجاج الأطفال
يتعافى معظم الأطفال تمامًا من الارتجاج في أقل من أربعة أسابيع، ولكن قد يعاني 15-30٪ من الشباب من أعراض تستمر لفترة أطول من شهر.

### إرتجاج الأشخاص الذين تزيد أعمارهم عن 65 عامًا
قد يكون وقت التعافي من إصابات الدماغ النفسية الخفيفة لدى الأشخاص الذين تزيد أعمارهم عن 65 عامًا قد زاد من المضاعفات بسبب المخاوف الصحية المتزايدة أو الأمراض المصاحبة. وغالبًا ما يؤدي ذلك إلى إطالة مدة الاستشفاء، ونتائج إدراكية أقل، ومعدلات وفيات أعلى.

### تكرر الارتجاج
لأسباب غير معروفة، فإن التعرض لارتجاج واحد يزيد بشكل كبير من خطر إصابة الشخص بآخر. وُجد أن الإصابة بارتجاج في الدماغ الرياضي سابقًا عامل قوي يزيد من احتمالية حدوث ارتجاج في المستقبل. يبدو أن الأشخاص الذين أصيبوا بارتجاج في الدماغ أكثر عرضة للإصابة بآخر، خاصة إذا حدثت الإصابة الجديدة قبل اختفاء أعراض الارتجاج السابق تمامًا. إنها أيضًا عملية سلبية إذا تسببت التأثيرات الصغيرة في نفس شدة الأعراض. قد يؤدي تكرار ارتجاج الدماغ إلى زيادة خطر إصابة الشخص في وقت لاحق من العمر بالخرف ومرض باركنسون والاكتئاب.

### متلازمة ما بعد الارتجاج
في متلازمة ما بعد الارتجاج، لا تختفي الأعراض لأسابيع أو شهور أو سنوات بعد حدوث ارتجاج، وقد تكون دائمة في بعض الأحيان. يعاني حوالي 10٪ إلى 20٪ من الأشخاص من متلازمة ما بعد الارتجاج لأكثر من شهر. قد تشمل الأعراض الصداع والدوخة والتعب والقلق ومشاكل الذاكرة والانتباه ومشاكل النوم والتهيج. الراحة، وهي تقنية استرداد موصى بها مسبقًا، لها فعالية محدودة. العلاج الموصى به لكل من الأطفال والبالغين الذين يعانون من أعراض تتجاوز 4 أسابيع يتضمن برنامج إعادة تأهيل نشط مع إعادة إدخال النشاط الهوائي بدون تلامس. ثبت أن التمارين البدنية التدريجية تقلل أعراض ما بعد الارتجاج طويلة المدى. تختفي الأعراض عادةً من تلقاء نفسها في غضون أشهر ولكنها قد تستمر لسنوات. لطالما كانت مسألة ما إذا كانت المتلازمة ناتجة عن أضرار هيكلية أو عوامل أخرى مثل العوامل النفسية، أو مزيج من هذه موضوعًا للنقاش.

### الآثار التراكمية
اعتبارًا من عام 1999، كانت الآثار التراكمية للارتجاج غير مفهومة جيدًا، خاصة التأثيرات على الأطفال. قد تتفاقم شدة الارتجاج وأعراضه مع الإصابات المتتالية، حتى لو حدثت إصابة لاحقة بعد أشهر أو سنوات من الإصابة الأولية. قد تكون الأعراض أكثر حدة ويمكن أن تحدث تغيرات في الفسيولوجيا العصبية مع الارتجاج الثالث وما يليه. اعتبارًا من عام 2006، توصلت الدراسات إلى نتائج متضاربة حول ما إذا كان الرياضيون لديهم أوقات أطول للشفاء بعد تكرار الارتجاج وما إذا كانت الآثار التراكمية مثل ضعف الإدراك والذاكرة تحدث.
قد تشمل الآثار التراكمية اعتلال دماغي رضحي مزمن واضطرابات نفسية وفقدان الذاكرة طويلة الأمد. على سبيل المثال، وُجد أن خطر الإصابة بالاكتئاب السريري أكبر بكثير بالنسبة للاعبي كرة القدم الأمريكيين المتقاعدين الذين لديهم تاريخ من ثلاث ارتجاجات أو أكثر من أولئك الذين ليس لديهم تاريخ من الارتجاج. ترتبط تجربة ثلاث ارتجاجات أو أكثر بفرصة أكبر خمس مرات للإصابة بمرض الزهايمر في وقت مبكر وفرصة أكبر بمقدار ثلاثة أضعاف للإصابة بعجز في الذاكرة.
اعتلال الدماغ النفسي المزمن، أو "CTE"، هو مثال للضرر التراكمي الذي يمكن أن يحدث نتيجة لارتجاجات متعددة أو ضربات أقل شدة على الرأس. كان يشار إلى الحالة سابقًا باسم «الخرف الملاكم» أو متلازمة «سكران الثعلب»، كما لوحظ لأول مرة في الملاكمين. يمكن أن يؤدي المرض إلى إعاقات إدراكية وجسدية مثل شلل الرعاش ومشاكل الكلام والذاكرة وتباطؤ المعالجة العقلية والرعشة والاكتئاب والسلوك غير المناسب. تشترك في ميزات مرض الزهايمر.

### متلازمة التأثير الثاني
قد تحدث متلازمة التأثير الثاني، التي يتضخم فيها الدماغ بشكل خطير بعد ضربة طفيفة، في حالات نادرة جدًا.[بحاجة لمصدر] قد تتطور الحالة لدى الأشخاص الذين يتلقون ضربة ثانية بعد أيام أو أسابيع من حدوث ارتجاج أولي قبل اختفاء أعراضه. لا يوجد سبب أكيد لهذه المضاعفات المميتة في كثير من الأحيان، ولكن يُعتقد عمومًا أن التورم يحدث لأن الشرايين الدماغية تفقد القدرة على تنظيم قطرها، مما يتسبب في فقدان السيطرة على تدفق الدم في الدماغ. مع انتفاخ الدماغ، يرتفع الضغط داخل الجمجمة بسرعة. يمكن أن ينفتق الدماغ، ويمكن أن يفشل جذع الدماغ في غضون خمس دقائق. باستثناء الملاكمة، حدثت جميع الحالات في الرياضيين تحت السن 20. نظرًا للعدد القليل جدًا من الحالات الموثقة، فإن التشخيص مثير للجدل وهناك شك حول صحته. ذكرت مقالة مراجعة لطب الأطفال عام 2010 أن هناك جدلًا حول ما إذا كان تورم الدماغ ناتجًا عن ضربتين منفصلتين أو لضربة واحدة فقط، ولكن في كلتا الحالتين، فإن إصابات الرأس الكارثية في كرة القدم أكثر احتمالًا بثلاثة أضعاف في الرياضيين في المدارس الثانوية مقارنة بالرياضيين الجامعيين.

## علم الأوبئة

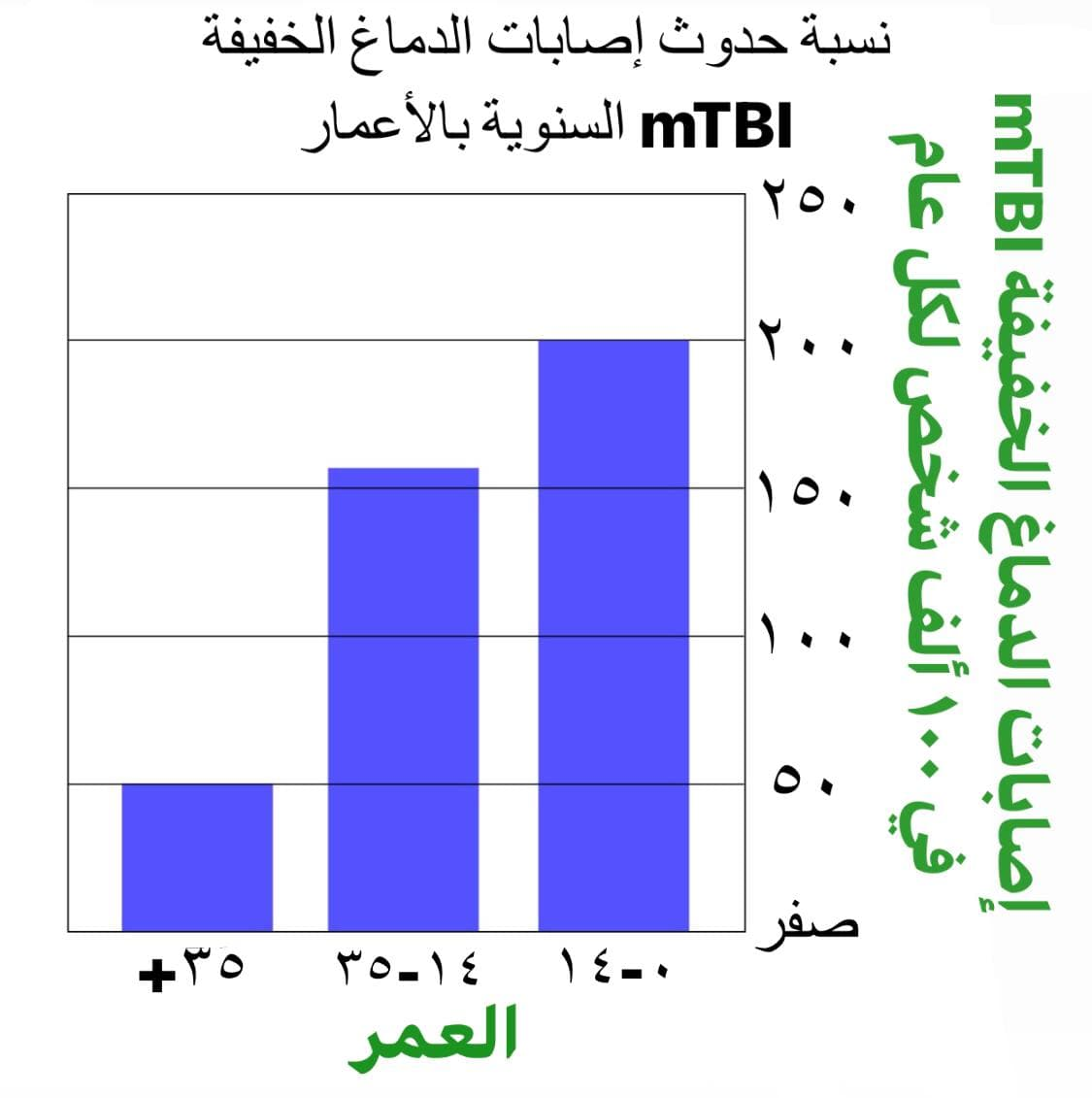
النسبة المئوية لإصابات الدماغ الخفيفة السنوية من خلال مجموعات عمرية في كندا.

أغلب حالات إصابات الدماغ الخفيفة تكون ارتجاجات دماغية. قدّرت دراسة لمنظمة الصحة العالمية WHO أنه بين 70-90% من إصابات الدماغ التي تخضع للعلاج تكون خفيفة. ولكن بسبب قلّة الإخبار بسبب كثرة تعريفات ارتجاج الدماغ وإصابات الدماغ الخفيفة mTBI، فإنه من الصعب تحديد مقدار شيوع الارتجاج. تقديرات حدوث الارتجاج من الممكن أن تكون منخفضة، على سبيل المثال وبسبب قلّة التقرير عن الإصابات؛ فإنه على الأقل 25% من إصابات الدماغ الخفيفة يفشلون في أن يُشخصهم أخصائي طبي محترف. راجع فريق من مؤسسة الصحة العالمية مجموعة دراسات عن إصابات الدماغ الخفيفة mTBI ووجدت نسبة رعاية طبية لـ 1-3 من كل 1000 شخص، ولكن بما أنه لا تُعالج جميع حالات الارتجاج في المشفى، فقد قدروا أن النسبة لكل سنة في المجتمع شبكل عام تكون أكثر من 6 أشخاص في كل 1000.

### العمر
الأطفال لديهم أعلى معدلات الإصابة بارتجاج الدماغ من بين كل الأعمار. ومع ذلك، فإن أكثر الأشخاص الذين يصابون بالارتجاج هم من البالغين الشباب. وجدت دراسة كندية أن نسبة حدوث الـ mTBI في الأعمار الكبيرة قليلة. تقترح دراسات أن الذكور يتعرضون لإصابات الدماغ الخفيفة mTBI بمعدل ضعف الإناث. ومع ذلك، فالنساء الرياضيات يكنَّ معرضات لخطر الإصابة بالارتجاج بشكل أكبر من الذكور الرياضيين.

### الرياضات
تشكل اصابات ارتجاج الدماغ ما يصل إلى 5% من إصابات الرياضات. قدرت مراكز السيطرة على الأمراض والوقاية منها الأمريكية أنه يحدث 300 ألف ارتجاج متعلق بالرياضة كل عام في الولايات المتحدة الأمريكية، ولكن هذا الرقم يشمل فقط الرياضيين الذين فقدوا الوعي. وبما أنه يُعتقد بأن فقدان الوعي يحدث في أقل من 10% من الارتجاجات، فإن مراكز السيطرة على الأمراض والوقاية منها تقدر أن هذا الرقم هو اقل من الرقم الحقيقي. الرياضات التي يكون حدوث الارتجاج فيها شائعًا تشمل كرة القدم الأمريكية، الرغبي، فنون القتال المختلطة والملاكمة (حيث أن الملاكم يهدف إلى تسديد ضربة قاضية إلى منافسة وإصابته بـ mTBI). ارتجاج الدماغ شائع جدًا في الملاكمة إلى درجة أن العديد من الفرق الطبية طلبت بمنع هذه الرياضة، من ضمنهم الأكاديمية الأمريكية لعلم الأعصاب، الاتحاد العالمي الطبي، الاتحاد الطبي في المملكة المتحدة والولايات المتحدة وأستراليا وكندا.

### أماكن العمل
قد يكون الارتجاج شائعًا في أماكن العمل أيضًا. إستنادًا إلى مكتب إحصاءات العمل الأمريكي، فإن أشيع أسباب دخول المشفى بسبب الارتجاج أو الوفيات بسببه هو من أماكن العمل والوقوع فيها، أو قوة من جسم ثقيل، أو حوادث المرور. وكنتيجة لذلك؛ فإن الوظائف في أماكن التصنيع، والمواصلات، ومواقع الصناعات الطبيعية (على سبيل المثال: الزراعة، وصيد الأسماك، والتعدين) لديهم نسب ارتجاجات أعلى بحالات 10-20 حالة لكل 100 ألف عامل. بالتحديد، بما أن حوادث المركبات هي السبب الرئيسي لحوادث أماكن العمل المسببة للارتجاج، فإن عمال قسم المواصلات بالعادة يحملون نسبة الخطر الأعلى. وبالرغم من هذه الاكتشافات، فإنه ما يزال هناك فجوة واسعة في البيانات الخاصة بالارتجاجات في أماكن العمل، والتي تحفز تساؤلات حول تزايد إصابات الارتجاج واستخدام الإجراءات الوقائية في المصانع الخاصة.

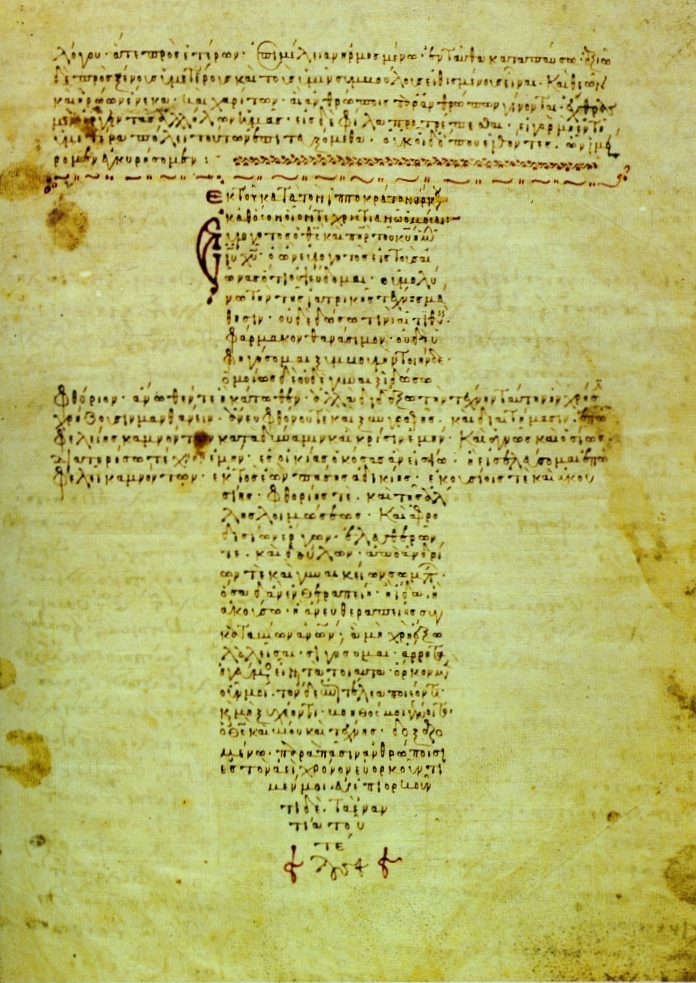
ذكر كوربوس أبقراط الارتجاج.

ذَكَر أبقرَاط مَفهُوم الارتِجَاج فِي مَجموعَته وَهِي مَجموعة مِنْ الأعمَال الطبِيَّة مِنْ اليُونَان القَدِيمَة، وترجمت لاحقا المَجْموعَة إلَى "commotio cerebri" والتي تعني «اضطراب في الدماغ»، وتناقش المَجموعَة فقدَان الكَلَام والسمع والبَصر الذِي يُمكِن أنْ يَنجُم عَن «اضطراب الدماغ». ظَلَّت فكَرة اضْطِرَاب الوَظِيفَة العَقلِيَّة عَنْ طَرِيق «اهتزاز الدماغ» المَفهُوم المَقبُول عَلَى نِطَاق وَاسِع لارتجاج الدماغ حَتَّى القَرن التَّاسِعَ عَشَر. فِي القَرن العَاشِر، كَان الطَّبِيب الفَارِسِي مُحَمد بْن زَكَريَّا الرَّازي أوَّل مَنْ كتب عَن الارتِجَاج بِاعتِبَاره مختلفًا عَنْ أنوَاعِ إصابات الرَّأْس الأُخرَى. رُبَّمَا كَانَ أوَّل مَنْ استَخدَم مُصطَلَح «الارتجاج الدماغي»، وَقَدْ كَانَ تَعرِيفه للحَالَة بِأنهَا عِبَارَة عَنْ فِقدَان عَابِر لِلوَظِيفَة مَعَ عَدَم وُجُود ضَرَر جَسَدِي، وَبِذلك مَهَّد الطَّريق لِلفَهم الطِبي لِهَذِه الحَالَة لعدَّة قُرُون.

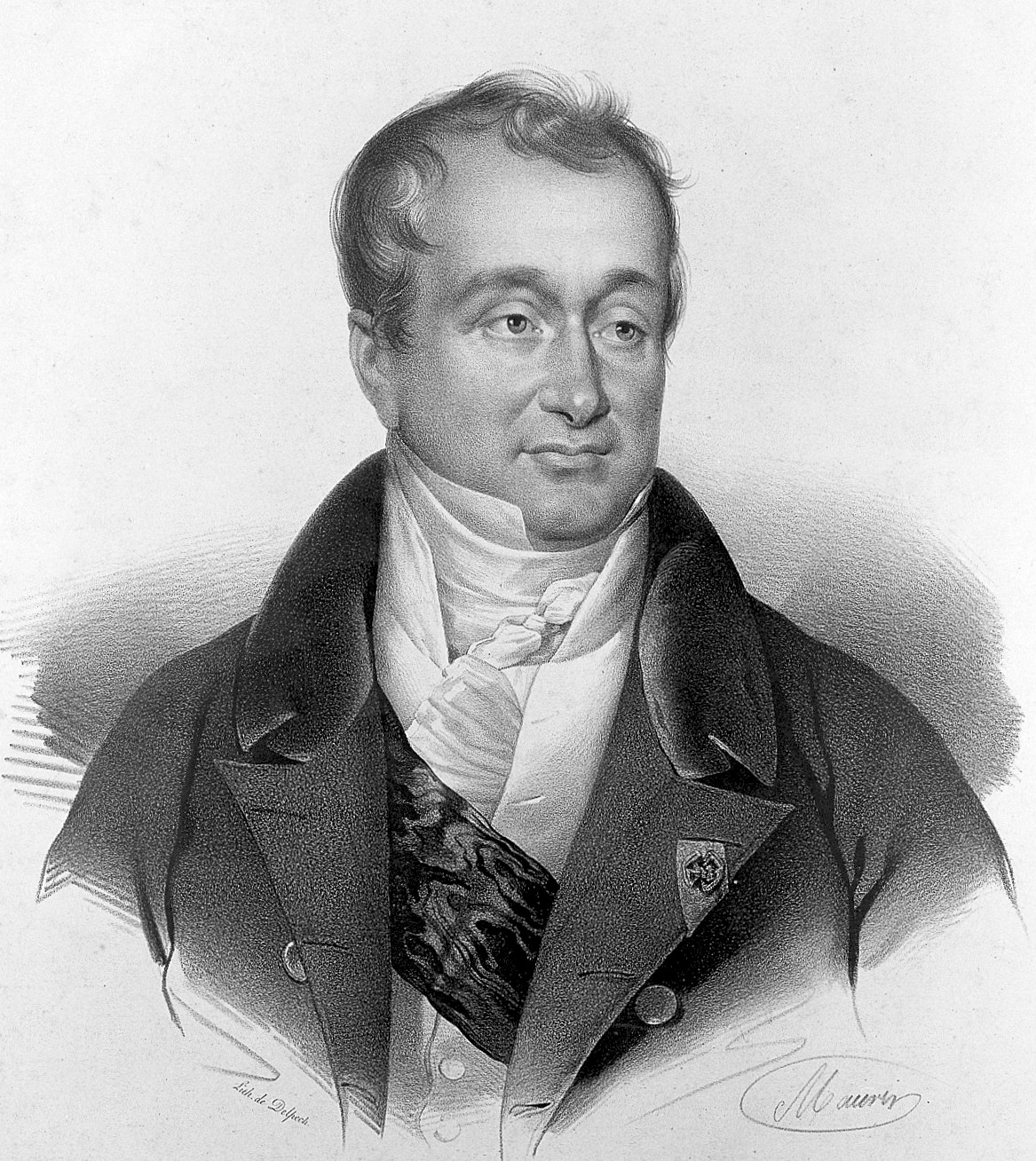
ميّز غيوم دوبويتران بين الارتجاج وفقدان الوعي المرتبط بكدمة الدماغ.

فِي القَرن الثَّالِث عَشَر وَصف الطَّبيب لانفرانك (Lanfranc) في إطروحته كيورجيا العظمى "Chiurgia Magna" الِارتِجَاج بأنَّه «اضطراب» فِي الدّمَاغِ، كَمَا أدرَك أيضًا الفَرق بَيْن الارتِجَاج وَأنوَاع أخرَى مِن إصابات الدّمَاغ النَّاتجة عَن الصَّدمَة (على الرَّغمِ مِنْ أنَّ العَديد مِنَ مُعَاصريه لَم يَفعَلوا ذلك)، وَقَام بمناقشة مَدَى انتقَال أعرَاض مَا بَعْد الارتِجَاج نَتِيجَة فِقدَان الوَظِيفَة المؤقت بِسَبَب الإِصَابَة. فِي القَرن الرَّابِعِ عَشَرَ، أشَار الجَرَّاح غي دِي تشولياك إلَى التَّكَهُّن الجَيد نسبيًا بارتجاج الدماغ مُقَارنة بالأنواع الأَكثَر خُطورة مِن إصابات الرَّأْس مِثل كسور الجُمْجُمَة وصدمات الرَّأْس النَّافذة. فِي القَرن السَّادِس عَشَر، بَدَأ استخدَام مُصطَلَح «ارتجاج الدماغ»، وَوُصِفت أعراض مِثْل الارتِبَاك والخُمُول وَمَشَاكل الذَّاكِرَة. استَخدَم طَبيب القَرن السَّادِس عَشَر أمبرواز بَارِيه مُصطَلَح "commotio cerebri"، بِالإِضَافَة إلَى «اهتزاز الدماغ» و «الاضطراب» و«الارتجاج».
حَتَّى القَرن السَّابِع عَشَر، كَانَ يُوصَف الارتِجَاج عَادَة مِنْ خِلَال سِمَاتِه السريرية، ولَكِن بَعْد اختِرَاع المجهر، بَدَأ المَزيد مِنْ الأطبَّاء فِي استِكشَاف الآليّات الفيزيائية والهيكلية الأسَاسِيَّة له. وَمَعَ ذَلِكَ كَانَ الرَّأي السَّائد فِي القَرْن السَّابِع عَشَر هُوَ أنْ الإِصَابَة لَم تَكُن نَاتِجَة عَن أضرَار جسدية، وَاستَمَر هَذا الرّأْي عَلَى نِطَاق وَاسِع طِوَال القَرن الثامِنَ عَشَر. وَقَد استخدمَت كَلمَة «ارتجاج» فِي ذَلِكَ الوَقت لِوَصف حَالَة عَدَم الوَعي والمشاكل الوظيفية الأُخرَى الّتِي نجمت عَن الارتِطَام، بَدَلًا مِنْ الحَالَة الفسيولوجية. فِي عَام 1839، وَصف غيوم دوبويتران كدمات فِي الدّمَاغ، وَاَلتِي تَشمَل الكَثِير مِنْ النزف الصَّغِير، عَلَى أنَّهَا رضوض مُخّية وَأظهَر الفَرق بَيْنَ فِقْدَان الوَعي المُرتَبط بِتَلَف نَسِيج الدّمَاغ وَذَلِك الذِي يَحْدث بسَبَب الارتِجَاج أي دُونَ حُدُوث إصَابَة. فِي عَام 1941 أظهَرَت التَّجَارب التِي أجريَت عَلَى الحَيَوَانَات عَدَم حُدُوث أيّ ضَرَر يَرَى بِالعَين المُجَرَّدَة فِي الارتِجَاج.

## المجتمع والثقافة

### التكلفات
بسبب عدم وجود تعريف واضح، فإن التكلفات الإقتصادية للارتجاج غير معروفة، ولكنّها تقدر على أنها عالية جدًا. وهذا بسبب النسبة العالية من الدخول للمستشفيات بسبب إصابات الرأس التي هي بسبب صدمة على الرأس، ولكن التكلفات غير المباشرة والتي هي بسبب فقدان وقت من العمل والتقاعد المبكر تستحسب بكونها تأخذ الحصة الكبرى من التكلفات. هذه التكلفات المباشرة وغير المباشرة تجعل إصابات الدماغ الخفيفة هذه تناظر الإصابات المتوسطة والشديدة.

### التسميات
تُستخدم المُصطلحات إصابة الدماغ الخفيفة mTBI وإصابة الرأس الخفيفة (MHI) وارتجاج الدماغ بشكل متبادل؛ ومع أن مصطلح ارتجاج الدماغ يُستخدم في الرياضة بشكل متبادل مع إصابة الدماغ الخفيفة وإصابة الراس الخفيفة؛ فإن الكتابات الطبية تستخدم إصابة الدماغ الخفيفة "mTBI" بدلاً منها منذ تقرير نشرته مراكز السيطرة على الأمراض والوقاية منها في عام 2003 وأشارت فيه إلى أهمية هذه الإستراتيجية. في هذه المقالة استُخدم مصطلح ارتجاج الدماغ بشكل متبادل مع إصابة الدماغ الخفيفة "mTBI".

## التوجهات البحثية
أظهر استخدام المينوسيكلين، والعلاج بالليثيوم، والأسيتيل سيستئين نتائج بدائية على حيوانات التجارب.
قياسات التتبع النظري المُتوقع تُدرس كأداة تصنيف لتمييز الارتجاج. تعرض وحدة العرض المثبتة على الرأس مع إمكانية تتبع العين كائنًا متحركًا في نمط تنبؤي ليتبعه الشخص بأعينه. سيتمكن الأشخاص الذين لا يعانون من إصابات دماغية من تتبع الجسم المتحرك من خلال حركات العين الملاحقة والمسار الصحيح بينما يُفترض أن أولئك الذين يعانون من إصابات دماغية خفيفة لا يمكنهم.

### أنطمة التصنيف
يقيس ما لا يقل عن 41 نظامًا شدة أو درجة إصابة الرأس الخفيفة، وهناك اتفاق ضئيل حول أيها أفضل. في محاولة للتبسيط، قرر المؤتمر الدولي الثاني حول الارتجاج في الرياضة، المنعقد في براغ في عام 2004، التخلي عن هذه الأنظمة لصالح تصنيف «بسيط» أو «معقد». ومع ذلك، فقد تخلى اجتماع عام 2008 في زيورخ عن المصطلحات البسيطة مقابل المصطلحات المعقدة، على الرغم من أن المشاركين اتفقوا على الحفاظ على المفهوم القائل بأن معظم حالات الارتجاج (80-90 ٪) تحل في فترة قصيرة (7-10 أيام) وعلى الرغم من أن الإطار الزمني للتعافي قد يكون أطول عند الأطفال والمراهقين.
في الماضي، كان قرار السماح للرياضيين بالعودة إلى المشاركة يعتمد في كثير من الأحيان على درجة الارتجاج. ومع ذلك، توصي الأبحاث والتوصيات الحالية من قبل المنظمات المهنية بما في ذلك الرابطة الوطنية لمدربي الألعاب الرياضية بعدم استخدام مثل هذه الأنظمة للتصنيف. في الوقت الحالي، يُحظر على الرياضيين المصابين العودة للعب قبل أن يكونوا خاليين من الأعراض أثناء الراحة والجهد وحتى تعود نتائج الاختبارات النفسية العصبية إلى مستويات ما قبل الإصابة.
اتُّبعت ثلاثة أنظمة تصنيف على نطاق واسع: روبرت كانتو، وجمعية كولورادو الطبية، والأكاديمية الأمريكية لطب الأعصاب. يستخدم كل منها ثلاث درجات، كما هو موضح في الجدول التالي:
| المعايير                         | المرحلة الأولى                                              | المرحلة الثانية                                                 | المرحلة الثالثة                                                                                     |
| -------------------------------- | ----------------------------------------------------------- | --------------------------------------------------------------- | --------------------------------------------------------------------------------------------------- |
| كانتو                            | فقدان الذاكرة ما بعد الصدمة أقل من 30 دقيقة دون فقدان للوعي | فقدان الوعي < من 5 دقائق أو فقدان الذاكرة من 30 دقيقة - 24 ساعة | فقدان الوعي > من 5 دقائق أو فقدان الذاكرة > من 24 ساعة                                              |
| جمعية كولورادو الطبية            | ارتباك، دون فقدان الوعي                                     | ارتباك، فقدان الذاكرة ما بعد الصدمة، دون فقدان الوعي            | أي فقدان للوعي.                                                                                     |
| الأكاديمية الأمريكية لطب الأعصاب | ارتباك، وتستمر الأعراض أقل من 15 دقيقة، دون فقدان الوعي     | الأعراض تستمر لأكثر من 15 دقيقة، دون فقدان للوعي                | فقدان الوعي (المرحلة الثالثة أ: فقدان الوعي لمدة ثواني، المرحلة الثالثة ب: فقدان الوعي لمدة دقائق). |